# Ste-Catherine (Barie)

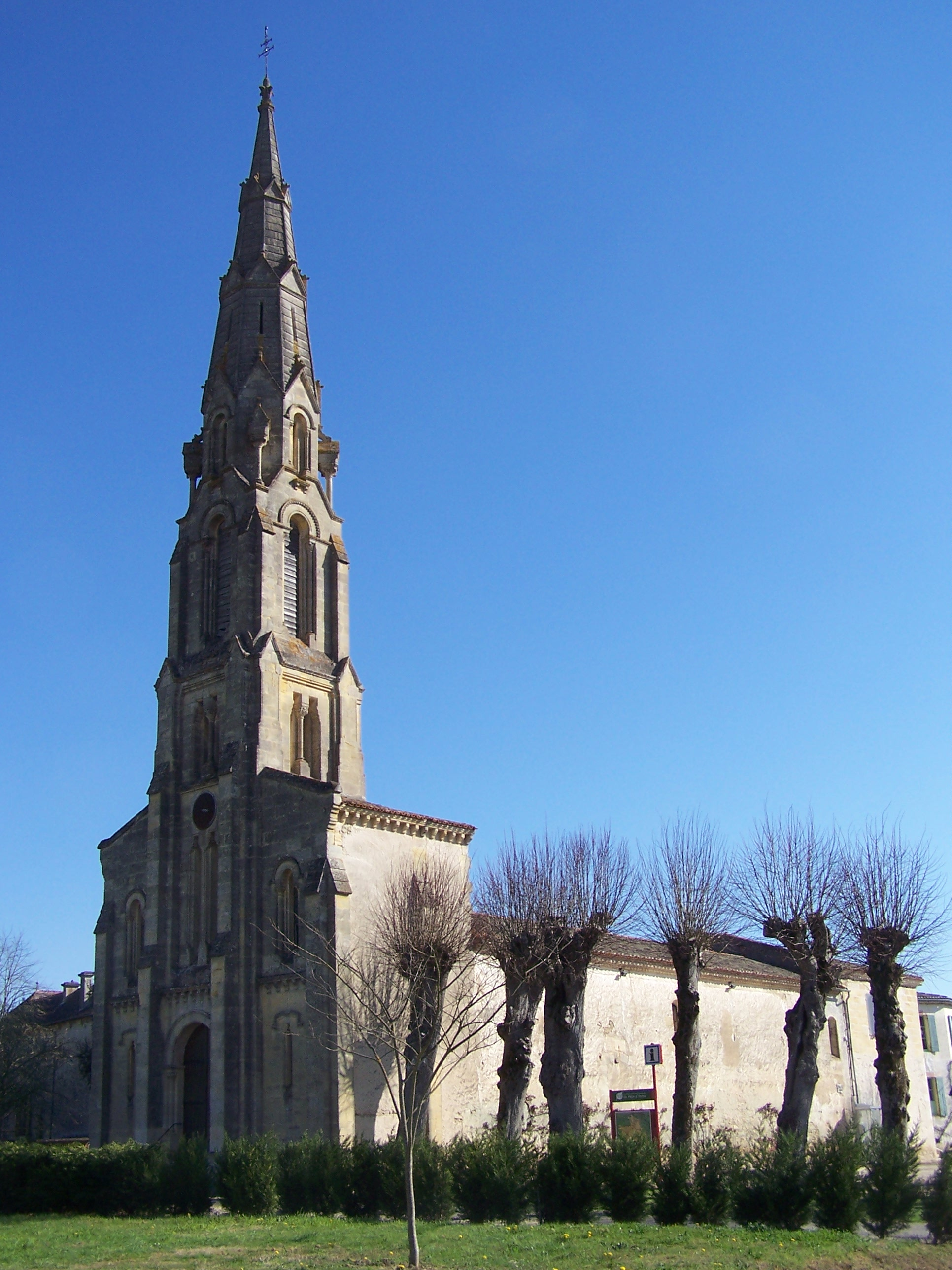
Kirche Ste-Catherine in Barie

Die römisch-katholische Pfarrkirche Ste-Catherine in Barie, einer französischen Gemeinde im Département Gironde in der Region Nouvelle-Aquitaine, wurde 1776 errichtet und 1865 durch den Architekten Jules Mondet aus Bordeaux umgebaut. Die Kirche ist  zu Ehren der heiligen Katharina von Alexandrien geweiht.
Die hohe Kirchturmspitze wurde beim Umbau im 19. Jahrhundert errichtet.